# Vinodolska
Vinodolska est une municipalité située dans le comitat de Primorje-Gorski Kotar, en Croatie. Au recensement de 2001, la municipalité comptait 3 530 habitants, dont 93,57 % de Croates.
Le siège de la municipalité est le village de Bribir.

## Localités
La municipalité de Vinodolska compte 4 localités :
- Bribir
- Drivenik
- Grižane-Belgrad
- Tribalj

## Personnalités
Giulio Clovio (1498-1578), un peintre, un enlumineur et un miniaturiste croate, est né à Grižane-Belgrad.